# Ressort territorial de l'autorité organisatrice de la mobilité

Exemple de la communauté d'agglomération Saint-Brieuc Armor Agglomération dans les Côtes-d'Armor qui se compose de 32 communes.

Le ressort territorial de l'autorité organisatrice de la mobilité, en France, est la zone ou une autorité organisatrice de la mobilité (AOM) compétente pour organiser ses services de mobilité, que ce soit des services de transport urbain ou interurbain.
Cette notion, apparue en 2015 via la loi NOTRe remplace celle du périmètre de transport urbain (abrégé en PTU) qui définissait une zone où les réseaux de transport étaient considérés comme urbain et devaient être organisé par une autorité organisatrice de transport urbain (AOTU).

## Histoire
La circulaire du 7 octobre 1974 transforme le « Périmètre Urbain » en « Périmètre de Transport Urbain ». D'après la circulaire, ce périmètre s'identifie désormais, non plus en référence à un ensemble bâti, mais en fonction du ressort territorial de l'autorité administrative compétente en matière de transports urbains. 
Il suggère une délimitation territoriale entre ce qui relève du réseau urbain et ce qui dépend des réseaux interurbains, distinction qui fixe le cadre de la gouvernance dans l'autorité organisatrice des transports (AOT). 
L'autorité qui constitue un PTU devient autorité organisatrice des transports urbains (AOTU). À ce titre, elle décide la création, la modification ou la suppression des services inclus dans le PTU, elle choisit le mode d'exploitation de ces services (régie ou conventionnement) et, le cas échéant, l'exploitant. 
La création d'un PTU regroupant plus de 10 000 habitants permet d'assujettir les employeurs de plus de neuf salariés au paiement d'un versement de transport. 
Lorsqu'un PTU est inclus dans une agglomération de plus de 100 000 habitants, l'AOT est tenue de mettre en place un service d'information multimodale pour les usagers ainsi qu'un service de conseil en mobilité pour les employeurs et les gestionnaires d'activités à l'origine de flux de déplacements importants. Enfin, elle doit élaborer un plan de déplacements urbains (PDU). 
Depuis 1999, les périmètres de transport urbain se sont sensiblement étendus. Avec la loi du 12 juillet 1999 « relative au renforcement et à la simplification de la coopération intercommunale » (dite « loi Chevènement »), de nombreuses communautés d'agglomération sont devenues des autorités organisatrices de transport urbain (AOTU). Ces transformations se sont accompagnées, entre 1999 et 2004, d'une extension géographique des périmètres de transport urbain pour 60 % des AOTU.
À partir de 2015, la loi NOTRe définit les services de transport urbain et remplace la notion de PTU qui figurait à l'article L. 1231-2 du Code des transports par la notion de « ressort territorial de l'autorité organisatrice de la mobilité ». Ainsi, elle propose une nouvelle définition des services urbains, basée sur les caractéristiques propres du service de transport, qu'il s'agisse du type de véhicules (ferroviaires, guidés ou à moteur), de la distance entre les arrêts ou de l'amplitude entre la fréquence à l'heure de pointe et la fréquence en heure creuse. Ces caractéristiques sont déterminées par le décret n°2015-1610 du 8 décembre 2015 relatif aux critères d'espacement moyen des arrêts et de variation de la fréquence de passage des services réguliers de transport public routier urbain de personnes.